# 墨鱼饭
墨鱼饭（西班牙語：arroz negro）是西班牙巴伦西亚和加泰罗尼亚地区的一种食品，用乌贼（或鱿鱼）和稻米制作，有些类似于西班牙海鲜饭。 